# Dennis Eckersley
 Dennis Lee Eckersley  (nació el 3 de octubre de 1954 en Oakland, California) es un exlanzador y  actual comentarista deportivo de béisbol estadounidense que jugó en las Grandes Ligas durante 24 temporadas. 
Eckersley tuvo éxito como abridor pero su mayor reconocimiento lo alcanzó como relevista, convirtiéndose en uno de los dos lanzadores de Grandes Ligas en tener una temporada de 20 victorias y otra de 50 juegos salvados (el otro es John Smoltz).
Fue seleccionado para el ingresar al Salón de la Fama en el 2004. También es recordado por permitir el jonrón que decidió el primer partido de la Serie Mundial de 1988, conectado por Kirk Gibson a pesar de estar lesionado.

## Carrera en Grandes Ligas
Eckersley fue el cerrador más dominante de las Grandes Ligas desde 1988 hasta 1992, terminando primero de la Liga Americana en juegos salvados dos veces, segundo otras dos veces y tercero una vez. Salvó 220 juegos durante estos cinco años y nunca tuvo un PCL mayor de 2.96. Durante la temporada de 1990, permitió solamente cinco carreras limpias, para un fabuloso promedio de carreras limpias de 0.61. El control de Eckersley siempre estuvo por encima de la media, concedió solo tres bases por bolas en 57.7 innings en 1989, cuatro bases en 73.3 innings en 1990 y nueve en 76 innings en 1991. En la temporada de 1990, se convirtió en el único lanzador de la historia en archivar más juegos salvados que corredores en base (48 salvados, 41 hits, 4 BB).
En 1999, quedó en el puesto 98 de la lista de los 100 mejores jugadores de béisbol de la historia (100 Greatest Baseball Players) publicada por “The Sporting News” y fue nominado como finalista del Juego de la Centuria de las Grandes Ligas (Major League Baseball All-Century Team). El 6 de junio de 2004, durante su primer año de elegibilidad, fue seleccionado para ingresar al Salón de la Fama, obteniendo el 83.2% de los votos. El 13 de agosto de 2005 su número fue oficialmente retirado del uniforme de los Oakland Athletics.